# Dobrava pod Rako
Dobrava pod Rako je naselje v Občini Krško.